# Petilipinnis grunniens
Petilipinnis grunniens är en fiskart som först beskrevs av William Jardine och Schomburgk, 1843.  Petilipinnis grunniens ingår i släktet Petilipinnis och familjen havsgösfiskar. Inga underarter finns listade i Catalogue of Life.